# Carol Stanciu
Carol Stanciu (n.17 mai 1937) este un medic, gastroenterolog, membru de onoare al Academiei Române.

## Studii
După primele studii finalizate în satul natal, unde l-a avut învățător pe Virgil Pop (fost veteran de război) , a urmat și absolvit Liceul Militar “Mihai Viteazul” din Alba-Iulia (1957), mai apoi Facultatea de Medicină, la Universitatea de Medicină și Farmacie Iași (1963).

## Activitatea științifică
Autor a numeroase cărți, cursuri, absolvent al unor specializări, perfecționări și cursuri postuniversitare, membru al mai multor organizații de profil.
A deținut funcții importante în momentele cheie ale vieții universitare și științifice după 1989: rector al Universității de Medicină și Farmacie "Gr. T. Popa" din Iași; decan al Facultății de medicină a UMF "Gr. T. Popă" Iași; președinte al Societății Române de Gastroenterologie și Hepatologie și al Societății Române de Endoscopie Digestiva; președinte al Societăți de Medici și Naturaliști din Iași; reprezentant pentru Europa de Est în Internațional Society for Disease of the Esophagus; președinte al Comitetului de Etică pentru două mandate succesive al Organizației Mondiale de Gastroenterologie. Studiile sale au marcat profund evoluția conceptuală în patologia funcțională a esofagului și în principal în domeniul bolii de reflux gastroesofagiene.
- Membru de onoare al Academiei Române
- Membru al Academiei de Științe Medicale
- Fellow of Royal College of Physicians (London)
- Membru al Academiei de Știință a Republicii Moldova
- Membru al Academiei Oamenilor de Știință din România
- Profesor medicină internă și gastroenterologie (Iași)
- Președinte Societatea de Medici și Naturaliști (Iași)
- Președinte Societatea Română de Oncologie Digestivă
- Președinte, Societatea Română de Gastroenterologie și Hepatologie (2001 – 2009)
- Președinte, Societatea Română de Endoscopie Digestivă]] (1994 – 2001)
- Președinte al Comitetului de Etică, Organizația Mondială de Gastroenterologie (1994 – 2002)
- Reprezentant pentru Europa de Est International Society for Disease of the Esophagus (1986-1988)

### Titluri și funcții universitare
- Preparator, UMF Iași (1965), asistent, UMF Iași (1970), șef de lucrări UMF Iași (1976), profesor UMF Iași (1992)
- Șef de catedră (1986), șef de departament medicină internă UMF Iași (1992)
- Rector, Universitatea de Medicină și farmacie ”Gr. T. Popa” Iași (1992 – 2004)
- Decan, Facultatea de Medicină, UMF ”Gr. T. Popa” Iași (2004 – 2008)

Paralel cu cariera didactică obține prin concurs toate titlurile profesionale în ierarhia spitalicească.

### Titluri și funcții în reteaua medicală spitalicească
- Extern și intern- spitalele clinice din Iași (1963 - 1965), medic secundar în medicină internă (1966 – 1968), specialist în medicină internă (1969 – 1975), medic primar medicină internă și gastroenterologie (1982)
- Research Fellow în gastroenterologie , Gastrointestinal Unit, Hull Royal Hospital, Anglia (1970 – 1973)
- E.C.F.M.G. (Educational Council for Foreign Medical Graduates), certificat no. 192 – 808
- 4, Philadelphia, Pensylvania, SUA (1973)
- Chairman Ethics Comittee, Organizația Mondială de Gastroenterologie (1994 – 2002)
- European Board of Gastroenterology and Hepatology (2008 – 2011)

## Premii - Distincții
- Doctor Honoris Causa Universitatea de Stat de Medicină și Farmacie “N. Testemițanu”, Chișinău
- Doctor Honoris Causa Universitatea “Ovidius”, Constanța
- Doctor Honoris Causa Universitatea de Medicină și Farmacie Craiova
- Doctor Honoris Causa Universitatea de Medicină și Farmacie “Iuliu Hațieganu”, Cluj-Napoca
- Causa The University Medal – Freiburg, Germania, 2000
- Distinguished Service Certificate in recognition of distinguished service to the World Organisation of Gastroenterology 2002
- Ordinul Național “SERVICIUL CREDINCIOS” în grad de cavaler decernat de Președintele României
- “Geza Hetenyi” medalion decernat de Societatea maghiară de Gastroenterologie, 2003
- Opera Omnia – acordat de CNCSIS, 2000
- Certificat CNCSIS pentru recunoașterea “Centrului de Cercetare pentru tehnici diagnostice și terapeutice în Gastroenterologie”
- Director de proiect finanțat de CNCSIS: „Prevalența hemocromatozei și a sindromului de încărcare hepatică cu fier în populația spitalizată”
- Fellow of Royal College of Physicians, Londra, 2003
- Medaille d’or – Le merite at Deouvment Francais, Paris, 2009

## Volume (listă selectivă)
- Gastroenterologie practică. Ed. Junimea, Iași, vol. I – 1976, vol. II-1978, vol. III – 1979
- Boala Crohn. Ed. Junimea, Iași 1982
- Semiologie medicală de bază, vol.1, vol.2. Ed. Junimea, Iași, 1989
- A Guide to Clinical Examination. Ed. "Gr. T. Popa”, Iași, 2002
- Clinical Examination, Ed. "Gr. T. Popa”, Iași, 2002
- Grigorescu M, Stanciu C. Actualități în diagnosticul și tratamentul hepatitelor cronice virale. Ed. Medicală Universitară “Iuliu Hațeganu”, Cluj- Napoca, 2010.
- Actualități în Gastroenterologie și Hepatologie. Ed. Junimea, Iași, 2010.
- Esențialul în hipertensiunea portală. Ed. Junimea, Iași, 2007
- Boli cronice hepatice. Ed. Junimea, Iași, 2008
- Cancerul de colon: epidemiologie, clinică, prevenție. Ed. ”Gr. T. Popa”, Iași, 2003
- Ghiduri și protocoale de practică medicală în gastroenterologie. Ed. Junimea Iași, 2007
- Actualități în tratamentul hepatitelor cronice virale. (M. Grigorescu, C. Stanciu). Ed. Medicală Universitară “Iuliu Hațeganu” Cluj – Napoca 2009